# La muerte del Sr. Lazarescu
La muerte del Sr. Lazarescu (en rumano, Moartea domnului Lăzărescu) es una película de comedia negra rumana de 2005 del director Cristi Puiu. En la película, una ambulancia lleva a un anciano (Ioan Fiscuteanu) de un hospital a otro durante toda la noche, mientras los médicos se niegan a tratarlo y lo envían lejos.
La muerte del Sr. Lazarescu fue aclamada por la crítica de inmediato, tanto en festivales de cine, donde ganó numerosos premios, como después de un lanzamiento más amplio, recibiendo críticas entusiastas. Sin embargo, a la película le fue mal en la taquilla internacional. Está previsto que la película sea la primera de una serie de Puiu llamada Seis historias de las afueras de Bucarest.
La película fue nombrada la quinta "Mejor película del siglo XXI hasta ahora" en 2017 por The New York Times.

## Argumento
Dante Remus Lăzărescu (Ioan Fiscuteanu), un irritable ingeniero jubilado, vive solo como viudo con sus tres gatos en un apartamento de Bucarest. Presa de un dolor extremo, Lăzărescu llama a una ambulancia, pero cuando no llega ninguna, pide ayuda a sus vecinos. Al no tener la medicina que quiere Lăzărescu, los vecinos le dan unas pastillas para las náuseas. Un vecino revela que Lăzărescu es un gran bebedor. Su vecino ayuda a Lăzărescu a volver a su apartamento y a acostarse. Vuelven a llamar a una ambulancia.
Cuando finalmente llega la ambulancia, la enfermera, Mioara (Luminița Gheorghiu), disipa la idea de que la cirugía de úlcera de Lăzărescu más de una década antes podría causar este dolor. Mientras toma el historial del paciente, sospecha que Lăzărescu tiene cáncer de colon. Después de informar a su hermana, que vive en una ciudad diferente, que la condición podría ser grave y que debería visitar a Lăzărescu en el hospital, la enfermera decide llevarlo a un hospital. Su hermana hace arreglos para venir al día siguiente; su única hija, una hija, vive en Toronto, Canadá.
La película sigue el viaje de Lăzărescu a través de la noche, mientras lo llevan de un hospital a otro. En los primeros tres hospitales, los médicos, después de mucho retraso, accedieron a regañadientes a examinar a Lăzărescu. Luego, aunque encuentra que está gravemente enfermo y necesita cirugía de emergencia, cada equipo se niega a admitirlo y lo envía a otro hospital. Mientras tanto, la condición de Lăzărescu se deteriora rápidamente, su habla se reduce a balbuceos y poco a poco pierde el conocimiento. Los hospitales están atestados de pasajeros heridos por un accidente de autobús, pero algunos médicos parecen rechazarlo por fatiga o porque no tienen ganas de cuidar a un borracho viejo y maloliente. Durante la noche, su única defensora es Mioara, la paramédica que obstinadamente permanece a su lado y trata de que lo hospitalicen y lo traten, mientras acepta pasivamente el abuso verbal de los médicos que la desprecian.
Finalmente, en el cuarto hospital, los médicos ingresan a Lăzărescu. La película termina mientras se preparan para realizar una operación de emergencia para eliminar un coágulo de sangre en su cerebro.

## Reparto
- Ioan Fiscuteanu como Señor Lăzărescu
- LuminițUn Gheorghiu como Mioara Avram
- Doru Ana como Sandu Sterian
- Șerban Pavlu como Gelu
- Dana Dogaru como Mihaela Sterian
- Florin Zamfirescu como Dr. Ardelean
- Bogdan Dumitrache como Médico en Spitalul Sf. Spiridon
- Dragoș Bucur como Mișu
- Dan Chiriac como Médico de prueba en el Hospital Universitario

## Producción
Según Cristi Puiu, comenzó a trabajar en la película después de sentirse frustrado por intentar sin éxito obtener subvenciones del Consejo Nacional de Cinematografía (CNC), una institución pública rumana que es el principal proveedor de financiación para el cine en Rumanía. Tanto en 2001 como en 2003, Cristi Puiu, apoyado por otros jóvenes directores de cine rumanos (como Nae Caranfil y Cristian Mungiu), acusó a la CNC de dirigir la financiación hacia los miembros de su Consejo Asesor, liderado por Sergiu Nicolaescu, y sus protegidos. En 2003, Puiu escribió en unas pocas semanas la sinopsis de un ciclo de seis películas que llamó Seis historias de las afueras de Bucarest (incluida La muerte del Sr. Lăzărescu). Inicialmente las planeó como películas de bajo presupuesto, para demostrar que los directores rumanos pueden hacer películas sin ayuda del CNC.
Entre 2001 y 2003, Cristi Puiu sufrió estrés y un miedo exagerado a dolencias relativamente menores; como resultado de su hipocondría, con frecuencia buscaba ayuda médica. Aunque se enteró de que sufría de estrés y de una forma común de colitis, Puiu se convenció de que tenía una enfermedad terminal. El consiguiente miedo a morir le hizo recopilar obsesivamente información sobre enfermedades y medicamentos, y pasó mucho tiempo en consultorios médicos y salas de emergencia. Este período informó su descripción del sistema médico en esta película.
Además, el cineasta conoció un notorio caso rumano en 1997 de Constantin Nica, un hombre de 52 años que, tras ser expulsado de varios hospitales, fue dejado en la calle por los paramédicos y falleció.
Después de terminar la sinopsis de las seis películas de Seis historias de las afueras de Bucarest, Cristi Puiu se las mostró a Răzvan Rădulescu, un escritor y guionista que colaboró con Puiu en la escritura de Stuff and Dough (2001) y Niki and Flo de Lucian Pintilie (2003). . Comenzaron a investigar La muerte del Sr. Lăzărescu yendo a varios médicos y hospitales, luego completaron el guion. Puiu y Rădulescu participaron en el guion del Concurso de Guion 2004 organizado por el CNC. Sin embargo, la CNC rechazó la financiación de La muerte del Sr. Lăzărescu. Puiu apeló directamente a Răzvan Theodorescu, el ministro de Cultura, quien lo aprobó de inmediato, anulando la decisión de la CNC.
La filmación se llevó a cabo durante 39 noches, de noviembre a diciembre de 2004. Debido a que la película se terminó a finales de año, el equipo trabajó duro para terminarla a tiempo para el Festival de Cine de Cannes de 2005. La película se completó con un presupuesto total de €350.000. Para producir esta película, Cristi Puiu fundó su propia productora, Mandragora, junto con su esposa y Alexandru Munteanu, el productor ejecutivo de The Death of Mr. Lăzărescu. Todas las decisiones de marketing se dejaron en manos de sus socios en la productora, Puiu se centró en las cuestiones artísticas y técnicas.
La cantante de pop rumano-estadounidense Margareta Pâslaru consintió en el uso de un par de canciones de su repertorio para los créditos iniciales y finales de la película: "Cum e oare" (Telling It Like It Really Is) y "Chemarea marii" (The Waves of the Ocean), respectivamente.

## Recepción

Póster en rumano que enfatiza el lado cómico del filme.

### Recepción crítica
Después de su lanzamiento en Estados Unidos en 2006, The Death of Mr. Lazarescu se elevó rápidamente a la aclamación de la crítica, recibiendo críticas entusiastas. Rotten Tomatoes, que reúne críticas de un gran número de críticos de cine profesionales, le da a la película una calificación de 93% 'fresca'. Además, en 2007 apareció en más de 10 listas de "Diez mejores películas de 2006" compiladas por críticos profesionales, alcanzando el primer lugar en la lista de J. Hoberman en "Village Voice" y en la lista de Sheri Linden en The Hollywood Reporter.
Roger Ebert y David Denby elogió la película por su autenticidad y el enfoque práctico que permite que la historia atraiga profundamente a su audiencia, mientras que J. Hoberman la calificó como "el gran descubrimiento del último Festival de Cine de Cannes y, en varios sentidos, la novedad más notable película se estrenará en Nueva York esta primavera". Philip Kennicott del Washington Post calificó la película como "un tour de force de cinéma vérité", Stephen Holden en el New York Times la llamó "una obra maestra espinosa" y Philip French la describió como "una de las películas más desgarradoras y totalmente convincentes que he visto". he visto durante varios años ".
Muchos críticos, entre los que se encuentran J. Hoberman y Jay Weissberg, también destacaron el aspecto de comedia negra de la película. Michael Phillips escribió en el Chicago Tribune que la película es "una comedia negra, entre las más negras", mientras que Peter Bradshaw la llamó "comedia más negra que negro, más muerta que inexpresiva" y dijo que, dado el tema, " parece extraordinario afirmar que esta película es divertida pero lo es".
Algunos críticos criticaron la película por su excesiva duración. Duane Byrge en The Hollywood Reporter dijo que "a las dos horas y 34 minutos, aparentemente, también soportamos su agonía", mientras que Kyle Smith en el New York Post escribió que "se supone que se trata de una experiencia kafkiana. En cambio, es una experiencia kafkiana". Otros críticos señalaron la duración de la película sin críticas: Roger Ebert dijo que "es una noche larga y una película larga, pero no lenta", mientras que Philip Kennicott dijo "es larga, pero también es muy real y vale la pena cada minuto".

### Recaudación
La muerte del Sr. Lazarescu no fue bien recibida en la taquilla internacional. La película fue estrenada en los Estados Unidos el 26 de abril de 2006 por Tartan Films y se proyectó durante 22 semanas, hasta el 28 de septiembre. Disfrutó de una distribución limitada, y se presentó en solo cinco cines simultáneamente en su lanzamiento más amplio. La película recaudó $ 80,301 en EE.UU y $117,046 adicionales en Argentina, México y el Reino Unido.
En su país de origen, Rumanía, la película se estrenó antes, el 22 de septiembre de 2005. Tratando de atraer al público al cine, el distribuidor publicitó la película enfatizando el aspecto de la comedia. La muerte del Sr. Lazarescu fue un éxito de taquilla en relación con el mercado nacional con 28.535 espectadores antes de fin de año. Por el número de espectadores, fue la película rumana más exitosa de 2005 y la sexta película rumana más exitosa en 2001-2005.
A pesar de que la película consiguió el reconocimiento mundial de Ioan Fiscuteanu, desafortunadamente, también resultó ser su canto del cisne. Al igual que el personaje principal que interpretaba, murió de cáncer en 2007.

### Festivales y premios
La película fue seleccionada en numerosos festivales internacionales y recibió más de 20 premios, entre los cuales:
- 2005 Festival de cine de Cannes – Un Premio de Consideración Segura[22]
- 2005 Festival Internacional de Cine de Transilvania (Cluj-Napoca) - Premio del público
- 2005 Festival Internacional de Cine de Chicago - Premio especial del jurado de plata Hugo
- 2005 Festival Internacional de Cine de Reykjavík - Premio Descubrimiento del Año
- 2005 Festival Internacional de Cine de Copenhague - Gran Premio del Jurado
- 2005 Motovun Film Festival - Propeller of Motovun a Mejor Película
- Premios de la Asociación de Críticos de Cine de Los Ángeles 2006 - Mejor actriz de reparto en una película, Luminița Gheorghiu
- 2007 BBC Four World Cinema Awards - Ganador, BBC Four World Cinema Awards

También recibió nominaciones a Mejor Director y Mejor Guionista en los Premios del Cine Europeo de 2005 y a Mejor Película Extranjera en los Premios Independent Spirit de 2006.